# U3-as metróvonal (München)
Az U3-as metróvonal (eredeti nevén U-Bahnlinie 3) a müncheni metróhálózat tagja, Moosach és Fürstenried West között közlekedik. 25 állomás található a 21 kilométeres vonalon, amely közben áthalad München belvárosán és érinti a Marienplatz-ot. Münchner Freiheit és Implerstraße között azonos útvonalon halad az U6-os metróval.
A vonal színe: narancs.

## Állomáslista és átszállási lehetőségek
| U3 (Moosach ↔ Fürstenried West) |                                            |
| Megállóhely                     | Átszállási kapcsolat(ok)                   |
| Moosach                         | 51 , 162 , 163 , 169 , 176 , 710 P+R       |
| Moosacher St.-Martins-Platz     | 163                                        |
| Olympia-Einkaufszentrum         | , 50 , 60 , 143 , 163 , 175                |
| Oberwiesenfeld                  | 50 P+R                                     |
| Olympiazentrum                  | 173 , 180 P+R                              |
| Petuelring                      | 173 , 177 , 178                            |
| Scheidplatz                     | , 140 , 141 , 142 , 144                    |
| Bonner Platz                    |                                            |
| Münchner Freiheit               | 53 , 54 , 59 , 142                         |
| Giselastraße                    | 54 , 150 , 154                             |
| Universität                     | 153 , 150 , 154                            |
| Odeonsplatz                     | , 100 , 153                                |
| Marienplatz                     | , 52 , 132                                 |
| Sendlinger Tor                  | , 62                                       |
| Goetheplatz                     | 58                                         |
| Poccistraße                     | 62                                         |
| Implerstraße                    | 132                                        |
| Brudermühlstraße                | 54 , X30                                   |
| Thalkirchen (Tierpark)          | 135                                        |
| Obersendling                    | 134 , 136                                  |
| Aidenbachstraße                 | 51 , 53 , 56 , 136 P+R                     |
| Machtlfinger Straße             | 51                                         |
| Forstenrieder Allee             | 63 , 132                                   |
| Basler Straße                   |                                            |
| Fürstenried West                | 56 , 134 , 166 , 260 , 261 , 267 , 936 P+R |